# 香果树属
香果树属（学名：Emmenopterys）是茜草科下的一个属，为落叶大乔木植物。该属仅有香果树（Emmenopterys henryi）一种，分布于中国西部至东部。